# Moustoir-Ac
Moustoir-Ac (bretonisch: Moustoer-Logunec’h) ist eine französische Gemeinde mit 1713 Einwohnern (Stand 1. Januar 2022) im Département Morbihan in der Region Bretagne.

## Geographie
Moustoir-Ac liegt im südlichen Zentrum des Départements Morbihan und gehört zum Pays de Pontivy.
Nachbargemeinden sind Locminé im Norden, Bignan im Osten, Colpo im Südosten, Grand-Champ und Brandivy im Süden, La Chapelle-Neuve im Südwesten sowie Plumelin im Westen.
Durch den östlichen Teil der Gemeinde führt die D767 von Locminé nach Vannes, durch den Ort Moustoir-Ac die D16. Nördlich der Gemeinde führt die N 24 vorbei. Der nächstgelegene Anschluss an diese ist nur wenige Kilometer entfernt nördlich von Locminé.
Das Flüsschen Tarun bildet teilweise die Gemeindegrenze zu Plumelin. Weitere bedeutende Gewässer sind die Bäche Kergueurh, Pontcuel und Pont Ruyen sowie einige kleine Teiche. Ein bedeutender Teil des Gemeindegebietes ist von Wald bedeckt.

## Bevölkerungsentwicklung
| Jahr      | 1962 | 1968 | 1975 | 1982 | 1990 | 1999 | 2006 | 2019 |
| Einwohner | 1660 | 1480 | 1309 | 1342 | 1423 | 1476 | 1552 | 1733 |

## Geschichte
Die Gemeinde gehörte zur bretonischen Region Bro-Gwened (frz. Vannetais) und innerhalb dieser Region zum Gebiet Bro Baod (frz. Pays de Baud) und teilte dessen Geschichte. Der Ort trug 1793 noch den Namen Moutoir Adenac.

## Sehenswürdigkeiten
- Kirche Sainte Barbe aus dem 16. und 17. Jahrhundert.
- Kapelle La Congrégation aus dem Jahr 1890 in Moustoir-Ac
- Kapelle Notre-Dame-des-Sept-Douleurs aus dem Jahr 1896 (restauriert 1943) in Kerhero
- Schloss Le Resto aus dem 15. Jahrhundert
- Kreuze auf dem Dorffriedhof (aus dem Jahr 1924) und in Kergo (aus dem Jahr 1799)
- Les Trois Croix, Überreste von drei Kreuzen unbestimmbaren Alters
- Brunnen Notre-Dame-des-Sept-Douleurs in Kerhero (von 1720) und Sainte-Barbe (von 1706) bei der Dorfkirche
- Dolmen von Kermorvant-Le Resto (ungefähr 5000 Jahre alt)
- Menhir von Kermarquer, Menhir du Mené und Menhir von Cosquéro (alle etwa 4000 Jahre alt)
- Wassermühlen in Le Resto und Vieux und Windmühlen in Aigle, Guillard, Le Bourg, Le Resto und Trebinouel

Quellen:

## Persönlichkeiten
- Sylvère Jezo (1913–1976), Radrennfahrer
- Joseph Morvan (1924–1999), Radrennfahrer